# Billete de un manat turcomano
1 manat (en azerí: 1 manat, en turcomano: 1 manat) - valor nominal de manat azerbaiyano y manat turcomano. 

## Características de billete

### No usados
| País                    | Imagen | Imagen  | Tamaños (mm) | Color principal | Descripción                                                             | Descripción                                                                               | Fecha de emisión | Fecha de extensión |
| País                    | averso | reverso | Tamaños (mm) | Color principal | averso                                                                  | reverso                                                                                   | Fecha de emisión | Fecha de extensión |
| ----------------------- | ------ | ------- | ------------ | --------------- | ----------------------------------------------------------------------- | ----------------------------------------------------------------------------------------- | ---------------- | ------------------ |
| Bandera de Azerbaiyán   |        |         | 125×63       | verde, rosa     | Torre de la Doncella                                                    | El nombre del Banco Nacional de Azerbaiyán, ornamento nacional                            | 1992             | 2005               |
| Bandera de Azerbaiyán   |        |         | 125×63       | azul, amarillo  | Torre de la Doncella                                                    | El nombre del Banco Nacional de Azerbaiyán, ornamento nacional, valor nominal del billete | 1993             | 2005               |
| Bandera de Turkmenistán |        |         | 120×60       | rojo, rosa      | Edificio de la Academia de Ciencias de Turkmenistán, ornamento nacional | Maosoleo de Ir-Arslan                                                                     | 1993             | 2009               |

### Están en circulación
| País                    | Imagen | Imagen     | Tamaños (mm) | Color principal | Descripción                              | Descripción                                                                                                   | Fecha de emisión |
| País                    | averso | reverso    | Tamaños (mm) | Color principal | averso                                   | reverso | Fecha de emisión |
| ----------------------- | ------ | ---------- | ------------ | --------------- | ---------------------------------------- | --- | ---------------- |
| Bandera de Azerbaiyán   |        |            | 120×70       | gris            | Instrumentos tradicionales de Azerbaiyán | Mapa de Azerbaiyán en vista de los ornamentos nacionales de Azerbaiyán                                        | 2005             |
| Bandera de Azerbaiyán   |        | 2009, 2017 | 120×70       | gris            | Instrumentos tradicionales de Azerbaiyán | Mapa de Azerbaiyán en vista de los ornamentos nacionales de Azerbaiyán                                        |                  |
| Bandera de Turkmenistán |        |            | 120×60       | verde, naranja  | retrato de Toghrul bek                   | Centro nacional de Cultura de nombre gran Saparmurat Turkmenbashi, Centro Estatal de Cultura de Turkmenistán. | 2009             |
| Bandera de Turkmenistán |        | 2012       | 120×60       | verde, naranja  | retrato de Toghrul bek                   | Centro nacional de Cultura de nombre gran Saparmurat Turkmenbashi, Centro Estatal de Cultura de Turkmenistán. |                  |
| Bandera de Turkmenistán |        | 2014       | 120×60       | verde, naranja  | retrato de Toghrul bek                   | Centro nacional de Cultura de nombre gran Saparmurat Turkmenbashi, Centro Estatal de Cultura de Turkmenistán. |                  |